# جيمس كلير فلوود
جيمس كلير فلوود (بالإنجليزية: James Clair Flood)‏ هو تاجر أسهم أمريكي، ولد في 25 أكتوبر 1826 في جزيرة ستاتن في الولايات المتحدة، وتوفي في 21 فبراير 1889 في هايدلبرغ في ألمانيا.